# 鲁迅存书室旧址

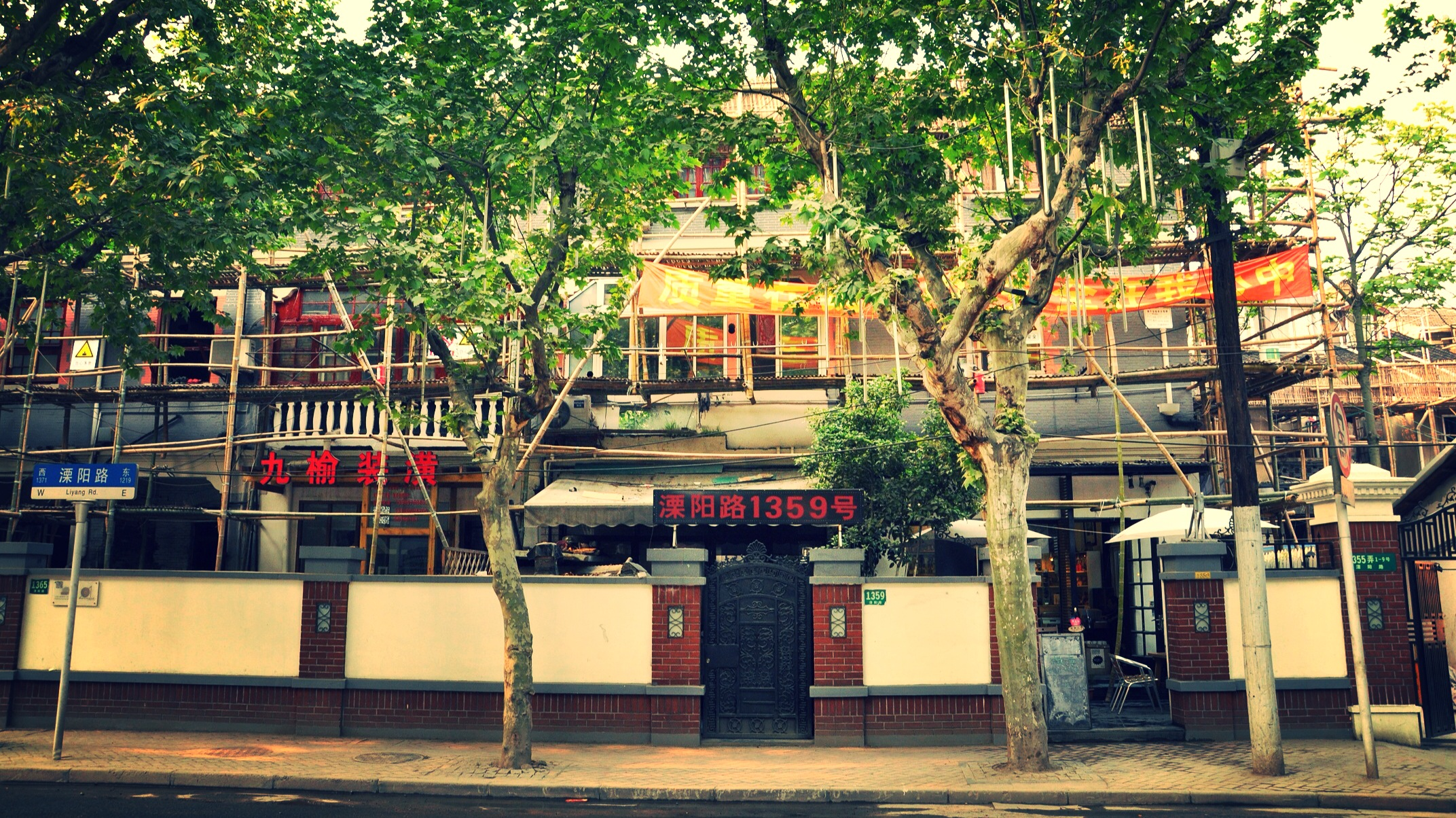

鲁迅存书室旧址是中国上海的一处遗址纪念地，位于虹口区四川北路街道溧阳路（原名狄思威路）北端1359号二楼（在1355弄口西侧），此处原属上海公共租界越界筑路区。
1933年至1936年间，鲁迅曾租此屋用于藏书，共约6000册。
1977年12月7日，该处被列为第一批上海市文物保护单位。不过，鲁迅藏书后来主要交由北京鲁迅故居保存，因此此处现在并无藏书。